# Szikesfalu
Szikesfalu (1899-ig Szikevicza, románul Sichevița, szerbül Sikevica) falu Romániában Krassó-Szörény megyében.

## Fekvése
Újmoldovától 20 km-re délkeletre a Duna bal partján fekszik.

## Története
Területén állott egykor Librazsd (Liborajdea) vára, amely valószínűleg 1419 után épült aldunai végvár volt. 1429 és 1435 között a Német Lovagrendé. Mára nyoma sem maradt.
1910-ben 2623 lakosából 2508 román volt. A trianoni békeszerződésig Krassó-Szörény vármegye Újmoldovai járásához tartozott. 1992-ben társközségeivel együtt 2804 lakosából 2750 román, 32 cigány és 21 egyéb volt.